# Cotachena fuscimarginalis
Cotachena fuscimarginalis là một loài bướm đêm trong họ Crambidae.